# Boso van Arles
Boso van Arles, bijgenaamd de Oude, (overleden voor 855) was graaf van Arles en in Italië.

## Levensloop
Boso geldt als de stamvader van de Bosoniden. 
Hij was graaf van Valois en Arles en sloot in 826 een akkoord met keizer Lodewijk de Vrome, waarin hij zijn familiebezittingen in Nijmegen opgaf en inruilde voor een overeenkomstig gebied nabij Vercelli in Italië. 
Hij stierf vermoedelijk rond het jaar 855.

## Huwelijk en nakomelingen
Uit zijn huwelijk met ene Ermentrude werden op zijn minst vier kinderen geboren:
- Boso (overleden tussen 874 en 878), graaf in Italië, huwde met Engiltrude, dochter van graaf Matfried I van Orléans
- Hugbert (overleden tussen 864 en 866), hertog van Transjuranië en abt van de Abdij van Sint-Mauritius
- Theutberga (overleden na 869), abdis van Sint-Glossinde in Metz, huwde in 855 met de Frankische koning Lotharius II, van wie ze in 862 scheidde
- Richildis (fl. 869-910), huwde met graaf Bivinus van Metz